# Sonja Merljak Zdovc
Sonja Merljak Zdovc, slovenska novinarka in pisateljica, * 26. oktober 1972
Ustanoviteljica (2015), urednica in novinarka spletnega časopisa za otroke Časoris in strokovnjakinja za medijsko pismenost. 
Do leta 2017 je bila zaposlena pri dnevniku Delo, kjer je med drugim kot izvršna urednica bdela nad njegovo digitalno preobrazbo.
Kot znanstvenica je raziskovala literarno novinarstvo, nekaj let se je posvečala tudi zgodovini novinarstva. Kot visokošolska učiteljica je novinarske predmete predavala na Fakulteti za družbene vede v Ljubljani in na Fakulteti za humanistične študije v Kopru, o literarnem novinarstvu pa je predavala tudi na poletni šoli Central European University v Budimpešti.
Je članica Novinarskega častnega razsodišča. Do leta 2023 je bila tudi članica Nacionalnega odbora za otrokove pravice pri Zvezi prijateljev mladine Slovenije.
Bila je ena izmed 571 podpisnikov Peticije zoper cenzuro in politične pritiske na novinarje v Sloveniji.

## Dela
- Njeni tujci, Ljubljana: Miš, 2011.
- Pričevalci Delovega časa, Ljubljana: Delo, 2010.
- Dekle kot Tisa, Ljubljana: Miš, 2008.
- Literary journalism in the United States of America and Slovenia, Landham: University Press of America, 2008.
- Literarno novinarstvo: pojav in raba sodobne pripovedne novinarske vrste v ZDA in Sloveniji, Ljubljana: Modrijan, 2008.
- Preteklost je prolog: pregled zgodovine novinarstva na Slovenskem in po svetu, Ljubljana: FDV, 2007.

## Priznanja
- 2025 je kot ustanoviteljica spletnega časopisa za otroke Časoris prejela prvo nagrado za družbene inovacije Sozial Marie.
- 2024 je za Časorisov portal za medijsko pismenost prejela priznanje Prometej znanosti za odličnost v komuniciranju. Podeljuje ga Slovenska znanstvena fundacija.
- 2019 je kot avtorica projekta Zgodbe otrok sveta v Časorisu prejela nagrado za medkulturnost Intercultural Achievement Award v kategoriji mediji, ki jo podeljuje avstrijsko ministrstvo za Evropo, integracije in zunanje zadeve (BMEIA).[1]
- 2019 je bila kot odgovorna urednica Časorisa nominirana za prvo evropsko nagrado za medijsko pismenost.[2]
- 2016 je bila kot slovenska finalistka nominirana za evropsko novinarsko nagrado za raznolikost (European Journalist Award on Diversity).[3]
- 2008 je bila nominirana za Slovenko leta.
- 2008 je bila nacionalna zmagovalka evropske novinarske nagrade »Za raznolikost. Proti diskriminaciji.«.
- 2007 je bila nacionalna zmagovalka novinarske nagrade ob evropskem letu enakih možnosti ELEM 2007.